# Liste des cardinaux créés par Jules II
Au cours de son pontificat (1503-1513), Jules II a créé 27 cardinaux dans 6 consistoires.

## Créés le 29 novembre 1503
- Clemente Grosso della Rovere O.F.M.Conv.
- Galeotto Franciotti della Rovere
- François Guillaume de Castelnau de Clermont-Lodève
- Juan Zúñiga y Pimentel

## Créés le1erdécembre 1505
- Marco Vigerio della Rovere, O.F.M.Conv.
- Robert Guibé
- Leonardo Grosso della Rovere
- Antonio Ferrero
- Francesco Alidosi
- Gabriele de' Gabrielli
- Fazio Giovanni Santori
- Carlo Domenico de Carretto
- Sigismondo Gonzaga

## Créés le 18 décembre 1506
- Jean-François de La Trémoille
- René de Prie
- Louis d'Amboise

## Créé en mai 1507
- Francisco Jiménez de Cisneros O.F.M.Obs.

## Créé le 11 septembre 1507
- Sisto Gara della Rovere

## Créés le 10 mars 1511
- Christopher Bainbridge
- Antonio Maria Ciocchi del Monte
- Pietro Accolti
- Achille Grassi
- Francesco Argentino
- Matthieu Schiner
- Bandinello Sauli
- Alfonso Petrucci
- Matthäus Lang von Wellenburg